# Joe Preston (EP)
Joe Preston è un EP dei Melvins, più precisamente dell'omonimo bassista. L'EP fa parte di una trilogia dedicata ai Kiss, composta da tre EP, uno per ogni componente del gruppo. Joe Preston viene considerato come l'unico strumentista che ha registrato questo disco, dato che gli altri due componenti accreditati sulla copertina (Denial Fiend e Salty Green) sono nomi di fantasia.
Buzz Osborne, leader dei Melvins, disse che Joe Preston prese troppo superficialmente questo progetto dei tre EP e non fu soddisfatto del suo lavoro portato a termine in un unico pomeriggio.
The Eagle Has Landed ad esempio è la registrazione di un bambino che piange sulle note di una bossanova trasmessa alla radio.
Hands First Flower invece è un lungo ed ipnotico brano Doom, apprezzato dai fan del genere.

## Formazione
- Joe Preston - tutti gli strumenti

## Tracce
1. The Eagle Has Landed (Joe Preston, Denial Fiend) - 1:58
2. Bricklebrit (Joe Preston, Denial Fiend) - 2:36
3. Hands First Flower (Joe Preston, Denial Fiend, Salty Green) - 22:58